# Elezioni politiche in Italia del 1919
Le elezioni politiche in Italia del 1919 si sono svolte il 16 novembre 1919. Furono le prime elezioni in Italia a fare uso di una legge elettorale proporzionale (n. 1401 del 15 agosto 1919). Le elezioni - anche a causa del forte ampliamento del diritto di voto in favore di tutti i cittadini maschi maggiorenni (analfabeti inclusi) e, tra i minori, tutti coloro che avevano combattuto in guerra - segnarono la fine dell’egemonia parlamentare del liberalismo e l’affermazione del Partito socialista e del Partito popolare. Una delle conseguenze di questa nuova legge elettorale fu una rapida successione di governi deboli, privi di solida base nel Parlamento e nel Paese. Sono inoltre le prime elezioni in cui si introducono i simboli di partito nella scheda elettorale, per aiutare gli elettori analfabeti a poter esprimere la propria volontà con una "X" da apporre sopra il simbolo scelto.

## Liste
Alle elezioni nessun partito riuscì a presentarsi in tutti i 54 collegi in cui era divisa l'Italia.
Solo il Partito Socialista Italiano e il Partito Popolare Italiano riuscirono a presentarsi in modo uniforme in 51 collegi col medesimo contrassegno, rispettivamente la falce e martello e lo scudo crociato; tutte le altre forze politiche si presentarono con nomi e simboli diversi da collegio a collegio. Si potevano contare 281 simboli per 1.260 candidati.
1. Partito Socialista Italiano - 51 liste[2]
2. Partito Popolare Italiano - 51 liste[3]
3. Liste concordate di liberali, democratici e radicali - 33 liste con diverse denominazioni
  - Partito liberale democratico
  - Partito democratico liberale
  - Blocco liberale democratico
  - Blocco democratico liberale
  - Partito di liberali democratici indipendenti
  - Blocco di liberali indipendenti
  - Partito radico liberale
4. Partito Democratico - 41 liste con diverse denominazioni
  - Partito democratico costituzionale
  - Partito costituzionale-democratico-riformatore
  - Partito democratico
  - Blocco democratico[4]
  - Blocco di concentrazione democratica
  - Blocco di democratici e combattenti
  - Partito di democratici indipendenti
  - Partito democratico popolare
  - Unione democratico-sociale
  - Partito democratico cristiano
5. Partito liberale - 42 liste con diverse denominazioni
  - Partito liberale
  - Partito monarchico liberale
  - Partito liberale nazionalista
  - Partito costituzionale
  - Partito liberale costituzionale
  - Partito di concentrazione costituzionale
  - Partito di liberali indipendenti
  - Blocco di liberali indipendenti
  - Blocco di costituzionali e combattenti
6. Partito dei combattenti - 21 liste
7. Partito radicale - 9 liste con due denominazioni diverse
  - Partito radicale
  - Partito di radicali indipendenti
8. Partito Economico - 12 liste con diverse denominazioni
  - Partito economico
  - Partito agrario
  - Partito del lavoro
  - Sindacato dell'impiego
9. Socialisti riformisti e Unione Socialista - 7 liste
10. Radicali, repubblicani, socialisti e combattenti - 5 liste con diverse denominazioni
  - Partito radico-riformista
  - Blocco radico-riformista
  - Partito radico-socialista-repubblicano
  - Fascio repubblicano-socialista e dei combattenti
  - Blocco socialista riformista-repubblicano e dei combattenti
11. Partito Repubblicano Italiano - 4 liste
12. Socialisti indipendenti - 7 liste con diverse denominazioni:
  - Socialisti indipendenti
  - Socialisti autonomi
  - Sindacalisti

## Risultati
| Partito                            | Partito                                                    | Risultati  | Risultati | Risultati | Seggi | Seggi |
| Partito                            | Partito                                                    | Voti       | %         | ±         | Num   | ±     |
| ---------------------------------- | ---------------------------------------------------------- | ---------- | --------- | --------- | ----- | ----- |
|                                    | Partito Socialista Italiano                                | 1 834 792  | 32,28     | n.d.      | 156   | n.d.  |
|                                    | Partito Popolare Italiano                                  | 1 167 354  | 20,53     | n.d.      | 100   | n.d.  |
|                                    | Liste di liberali, democratici e radicali                  | 904 195    | 15,91     | n.d.      | 96    | n.d.  |
|                                    | Partito Democratico                                        | 622 310    | 10,95     | n.d.      | 60    | n.d.  |
|                                    | Partito Liberale                                           | 490 384    | 8,63      | n.d.      | 41    | n.d.  |
|                                    | Partito dei Combattenti                                    | 232 923    | 4,10      | n.d.      | 20    | n.d.  |
|                                    | Partito Radicale Italiano e radicali indipendenti          | 110 697    | 1,95      | n.d.      | 12    | n.d.  |
|                                    | Partito Economico                                          | 87 450     | 1,54      | n.d.      | 7     | n.d.  |
|                                    | Partito Socialista Riformista Italiano e Unione Socialista | 82 172     | 1,45      | n.d.      | 6     | n.d.  |
|                                    | Radicali, repubblicani, socialisti e combattenti           | 65 421     | 1,15      | n.d.      | 5     | n.d.  |
|                                    | Partito Repubblicano Italiano                              | 53 197     | 0,94      | n.d.      | 4     | n.d.  |
|                                    | Socialisti indipendenti                                    | 33 938     | 0,60      | n.d.      | 1     | n.d.  |
|                                    |                                                            |            |           |           |       |       |
| Iscritti                           | Iscritti                                                   | 10 239 326 | 100,00    |           |       |       |
| ↳ Votanti (% su iscritti)          | ↳ Votanti (% su iscritti)                                  | 5 793 507  | 56,58     | n.d.      |       |       |
| ↳ Voti validi (% su votanti)       | ↳ Voti validi (% su votanti)                               | 5 684 833  | 98,12     |           |       |       |
| ↳ Schede non valide (% su votanti) | ↳ Schede non valide (% su votanti)                         | 108 674    | 1,88      |           |       |       |
| ↳ Astenuti (% su iscritti)         | ↳ Astenuti (% su iscritti)                                 | 4 445 819  | 43,42     |           |       |       |

### Deputati eletti per collegio
| Collegio           | Regione    | Eletti | Eletti per singola lista | Eletti per singola lista | Eletti per singola lista | Eletti per singola lista | Eletti per singola lista | Eletti per singola lista | Eletti per singola lista | Eletti per singola lista | Eletti per singola lista | Eletti per singola lista | Eletti per singola lista | Eletti per singola lista |
| Collegio           | Regione    | Eletti | PSI                      | PPI                      | LDR                      | DEM                      | LIB                      | PdC                      | RAD                      | PE                       | PSRI                     | RSC                      | PRI                      | SOC                      |
| ------------------ | ---------- | ------ | ------------------------ | ------------------------ | ------------------------ | ------------------------ | ------------------------ | ------------------------ | ------------------------ | ------------------------ | ------------------------ | ------------------------ | ------------------------ | ------------------------ |
| Alessandria        | Piemonte   | 13     | 6                        | 3                        | 2                        |                          |                          |                          |                          | 1                        | 1                        |                          |                          | 0                        |
| Ancona             | Marche     | 9      | 4                        | 2                        | 2                        |                          |                          |                          |                          |                          |                          |                          | 1                        |                          |
| Aquila             | Abruzzi    | 7      | 2                        | 0                        |                          | 3                        |                          | 2                        | 0                        |                          |                          |                          |                          |                          |
| Avellino           | Campania   | 7      |                          | 1                        | 3                        | 3                        |                          |                          |                          |                          |                          |                          |                          |                          |
| Bari               | Puglie     | 12     | 2                        | 2                        | 3                        | 1                        | 1                        | 3                        |                          |                          |                          |                          |                          |                          |
| Bergamo            | Lombardia  | 7      | 1                        | 5                        |                          |                          | 1                        |                          |                          |                          |                          |                          |                          |                          |
| Bologna            | Emilia     | 8      | 7                        | 1                        |                          |                          | 0                        | 0                        |                          |                          |                          |                          |                          |                          |
| Brescia            | Lombardia  | 8      | 2                        | 4                        |                          | 1                        |                          | 1                        |                          |                          |                          |                          |                          |                          |
| Cagliari           | Sardegna   | 7      | 0                        | 1                        |                          | 1                        | 3                        | 2                        |                          |                          |                          |                          |                          |                          |
| Caltanissetta      | Sicilia    | 5      | 0                        | 2                        |                          | 3                        |                          | 0                        |                          |                          | 0                        |                          |                          |                          |
| Campobasso         | Campania   | 11     |                          | 1                        | 4                        | 1                        |                          | 1                        | 4                        | 0                        |                          |                          |                          |                          |
| Caserta            | Campania   | 13     | 1                        | 2                        | 5                        | 5                        | 0                        |                          |                          | 0                        |                          |                          |                          |                          |
| Catania            | Sicilia    | 10     | 0                        | 1                        |                          | 6                        |                          | 1                        |                          | 2                        |                          |                          |                          |                          |
| Catanzaro          | Calabria   | 8      | 0                        | 1                        |                          | 4                        | 2                        | 1                        |                          |                          |                          |                          |                          |                          |
| Chieti             | Abruzzi    | 6      | 0                        |                          | 4                        |                          | 2                        |                          |                          |                          |                          | 0                        |                          |                          |
| Como               | Lombardia  | 11     | 4                        | 4                        | 3                        |                          |                          |                          |                          |                          |                          |                          |                          |                          |
| Cosenza            | Calabria   | 8      |                          | 1                        | 2                        |                          |                          | 2                        | 3                        |                          |                          |                          |                          |                          |
| Cremona            | Lombardia  | 5      | 3                        | 1                        |                          | 1                        | 0                        |                          |                          |                          |                          |                          |                          |                          |
| Cuneo              | Piemonte   | 12     | 4                        | 4                        | 3                        |                          | 0                        |                          |                          | 1                        |                          |                          |                          |                          |
| Ferrara            | Emilia     | 8      | 6                        | 1                        |                          | 1                        |                          |                          |                          |                          |                          |                          |                          |                          |
| Firenze            | Toscana    | 14     | 8                        | 3                        |                          | 1                        | 2                        |                          |                          |                          |                          |                          |                          |                          |
| Foggia             | Puglie     | 6      | 3                        | 0                        | 1                        |                          | 2                        | 0                        |                          |                          |                          |                          |                          |                          |
| Genova             | Liguria    | 17     | 6                        | 4                        | 2                        | 0                        | 3                        | 1                        |                          |                          | 1                        |                          |                          |                          |
| Girgenti           | Sicilia    | 6      | 0                        | 1                        | 3                        | 2                        |                          |                          |                          |                          |                          |                          |                          |                          |
| Lecce              | Puglie     | 10     | 0                        | 0                        | 5                        | 4                        | 1                        |                          |                          |                          | 0                        |                          |                          |                          |
| Lucca              | Toscana    | 8      | 2                        | 2                        | 1                        |                          | 2                        | 1                        |                          |                          |                          |                          |                          |                          |
| Macerata           | Marche     | 8      | 2                        | 2                        | 4                        |                          | 0                        |                          |                          |                          |                          |                          |                          |                          |
| Mantova            | Lombardia  | 5      | 4                        | 0                        |                          | 1                        |                          |                          |                          |                          |                          |                          |                          |                          |
| Messina            | Sicilia    | 8      | 0                        | 0                        | 3                        | 3                        | 1                        | 0                        | 1                        |                          | 0                        |                          |                          |                          |
| Milano             | Lombardia  | 20     | 11                       | 5                        |                          | 0                        | 3                        | 1                        |                          | 0                        |                          |                          |                          |                          |
| Napoli             | Campania   | 17     | 1                        | 4                        | 6                        | 1                        | 0                        | 1                        |                          | 2                        |                          | 1                        |                          | 1                        |
| Novara             | Piemonte   | 12     | 8                        | 1                        | 1                        | 2                        |                          |                          |                          |                          |                          |                          |                          |                          |
| Padova             | Veneto     | 7      | 3                        | 3                        | 1                        |                          |                          |                          |                          |                          |                          |                          |                          |                          |
| Palermo            | Sicilia    | 12     | 0                        | 2                        | 4                        |                          | 5                        |                          |                          | 0                        | 1                        |                          |                          |                          |
| Parma              | Emilia     | 19     | 11                       | 4                        | 3                        | 1                        |                          | 0                        |                          |                          |                          |                          |                          |                          |
| Pavia              | Lombardia  | 8      | 6                        | 1                        | 1                        | 0                        |                          |                          |                          |                          |                          |                          |                          |                          |
| Perugia            | Umbria     | 10     | 5                        | 1                        | 3                        |                          |                          |                          |                          |                          |                          | 1                        |                          |                          |
| Pisa               | Toscana    | 7      | 3                        | 1                        |                          | 2                        |                          |                          |                          |                          |                          |                          | 1                        |                          |
| Potenza            | Basilicata | 10     | 0                        |                          | 8                        | 2                        |                          |                          |                          |                          |                          |                          |                          | 0                        |
| Ravenna            | Emilia     | 8      | 5                        | 1                        |                          | 0                        | 0                        |                          |                          |                          |                          |                          | 2                        |                          |
| Reggio di Calabria | Calabria   | 7      | 0                        | 2                        | 3                        | 2                        |                          |                          |                          |                          |                          |                          |                          |                          |
| Roma               | Lazio      | 15     | 4                        | 4                        | 4                        |                          | 2                        |                          |                          |                          |                          | 1                        |                          |                          |
| Salerno            | Campania   | 10     | 0                        | 3                        | 5                        | 2                        |                          |                          |                          |                          |                          |                          |                          | 0                        |
| Sassari            | Sardegna   | 5      | 0                        | 0                        |                          |                          | 2                        | 1                        | 2                        |                          |                          |                          |                          |                          |
| Siena              | Toscana    | 10     | 5                        | 2                        |                          |                          | 1                        |                          | 2                        |                          |                          |                          | 0                        |                          |
| Siracusa           | Sicilia    | 6      | 0                        | 0                        | 3                        | 0                        |                          |                          | 0                        |                          | 3                        |                          |                          |                          |
| Teramo             | Abruzzi    | 5      | 1                        |                          |                          | 3                        | 0                        | 1                        | 0                        |                          |                          |                          |                          |                          |
| Torino             | Piemonte   | 19     | 11                       | 3                        |                          | 0                        | 4                        |                          |                          | 1                        |                          |                          |                          |                          |
| Trapani            | Sicilia    | 5      | 0                        | 0                        | 3                        |                          |                          |                          | 0                        |                          |                          | 2                        |                          | 0                        |
| Treviso            | Veneto     | 7      | 1                        | 4                        |                          | 1                        | 1                        |                          |                          |                          |                          |                          |                          |                          |
| Udine              | Veneto     | 12     | 5                        | 3                        | 1                        | 2                        | 0                        | 1                        |                          |                          |                          |                          |                          |                          |
| Venezia            | Veneto     | 6      | 3                        | 1                        |                          | 1                        | 1                        |                          |                          |                          |                          |                          |                          |                          |
| Verona             | Veneto     | 7      | 4                        | 2                        |                          |                          | 1                        |                          |                          |                          |                          |                          |                          |                          |
| Vicenza            | Veneto     | 7      | 2                        | 4                        | 0                        |                          | 1                        | 0                        |                          |                          |                          |                          |                          |                          |
| Totale             | Totale     | 508    | 156                      | 100                      | 96                       | 60                       | 41                       | 20                       | 12                       | 7                        | 6                        | 5                        | 4                        | 1                        |

### Partiti

Ripartizione dei seggi

Poiché in alcuni casi le liste raggruppavano appartenenti a partiti diversi, in una tabella ministeriale vennero raggruppati gli eletti per partito effettivo, sulla base dell'appartenenza prima delle elezioni.
| Partito                                   | Deputati |
| ----------------------------------------- | -------- |
| Socialista ufficiale                      | 156      |
| Democratico Liberale                      | 113      |
| Popolare Italiano                         | 100      |
| Liberale                                  | 46       |
| Partito Radicale                          | 36       |
| Repubblicano                              | 13       |
| Socialisti riformisti e Unione Socialista | 13       |
| Partito dei combattenti                   | 12       |
| Socialisti indipendenti                   | 11       |
| Economico                                 | 5        |
| Nazionalista                              | 3        |
| Totale                                    | 508      |

### Dati per regione
| Regione          | Partito Socialista | Partito Socialista | Partito Popolare | Partito Popolare | Liberali e altri | Liberali e altri |
| Regione          | Voti               | %                  | Voti             | %                | Voti             | %                |
| ---------------- | ------------------ | ------------------ | ---------------- | ---------------- | ---------------- | ---------------- |
| Piemonte         | 326.574            | 50,0               | 122.927          | 18,8             | 204.012          | 31,2             |
| Liguria          | 66.529             | 31,5               | 42.913           | 20,3             | 101.986          | 48,2             |
| Lombardia        | 409.389            | 46,0               | 268.473          | 30,2             | 211.316          | 23,8             |
| Veneto           | 168.247            | 33,5               | 179.544          | 35,8             | 153.527          | 30,7             |
| Emilia e Romagna | 327.589            | 60,1               | 99.751           | 18,3             | 117.337          | 21,6             |
| Toscana          | 207.791            | 43,9               | 94.298           | 19,9             | 171.454          | 36,2             |
| Marche           | 52.143             | 33,6               | 42.380           | 27,4             | 60.455           | 39,0             |
| Umbria           | 55.837             | 46,9               | 20.073           | 16,8             | 43.203           | 36,3             |
| Lazio            | 43.521             | 24,7               | 46.250           | 26,2             | 86.622           | 49,1             |
| Abruzzo e Molise | 28.729             | 10,3               | 20.044           | 7,2              | 229.954          | 82,5             |
| Campania         | 26.586             | 6,0                | 81.995           | 18,4             | 335.919          | 75,6             |
| Puglie           | 59.015             | 18,3               | 33.758           | 10,5             | 229.400          | 71,2             |
| Basilicata       | 4.262              | 5,2                | -                | 0,0              | 78.321           | 94,8             |
| Calabria         | 14.934             | 7,3                | 37.317           | 18,2             | 152.386          | 74,5             |
| Sicilia          | 32.682             | 6,5                | 62.075           | 12,4             | 405.727          | 81,1             |
| Sardegna         | 10.964             | 8,6                | 15.556           | 12,2             | 101.068          | 79,2             |
| Regno            | 1.834.792          | 32,3               | 1.167.354        | 20,5             | 2.682.687        | 47,2             |